# Karenina breviptera
Karenina breviptera là một loài côn trùng trong họ Mesochrysopidae thuộc bộ Neuroptera. Loài này được Martins-Neto miêu tả năm 1997.